# Sgùrr Dubh Mòr
Der Sgùrr Dubh Mòr ist ein als Munro eingestufter, 944 m (3.097 ft) hoher Berg in den Cuillin Hills auf der schottischen Isle of Skye in der Council Area Highland. Sein gälischer Name kann in etwa mit Große schwarze Spitze übersetzt werden.
Geologisch besteht der Sgùrr Dubh Mòr wie der gesamte Westteil der Cuillin Hills aus Gabbro und Basalt. Er liegt im südlichen Teil der Black Cuillin, dem westlichen Teil der Cuillin Hills und weist wie die übrigen Gipfel in diesem Teil der Cuillin Hills steile und felsige Flanken auf. Zusammen mit dem westlich benachbarten, 938 m (3.077 ft) hohen Nebengipfel Sgùrr Dubh an Da Bheinn bildet der Sgùrr Dubh Mòr einen markanten Doppelgipfel, beide sind durch eine kleine Scharte auf 886 m Höhe getrennt. Während der Sgùrr Dubh an Da Bheinn direkt auf dem Hauptgrat der Black Cuillin liegt, ist der Sgùrr Dubh Mòr Teil eines nach Osten führenden Grates, der sich über den 938 m (3.077 ft) hohen Sgùrr Dubh Beag bis an das Westufer von Loch Coruisk absenkt. Beide Gipfel sind durch einen schmalen Sattel auf etwa 900 m Höhe getrennt. Die Westwand des Sgùrr Dubh an Da Bheinn überragt den kleinen Loch Coir’ a’ Ghrunnda, der mit einem Wasserspiegel auf rund 700 m Höhe der höchstgelegene See auf Skye ist. Nach Norden fällt der Gipfelgrat steil in das Coire an Lochain ab, in dem auf etwa 570 m Höhe ebenfalls ein kleiner See liegt. Die Südflanke des Grats fällt in das An Garbh-choire ab, das sich nach Osten bis an das Ufer von Loch Coruisk erstreckt und dessen Südseite durch den 924 m (3.031 ft) hohen Sgùrr nan Eag überragt wird, den südlichsten Munro der Cuillin. An den Sgùrr Dubh an Da Bheinn schließt sich nach Nordwesten über einen Sattel auf etwa 900 m Höhe der Sgùrr Alasdair an, der höchste Berg auf Skye. Nach Süden setzt sich die Hauptkette vom Sgùrr Dubh an Da Bheinn über den 830 m hohen Caisteal a’ Garbh-Choire und den Bealach a’ Garbh-Choire bis zum Sgùrr nan Eag fort.

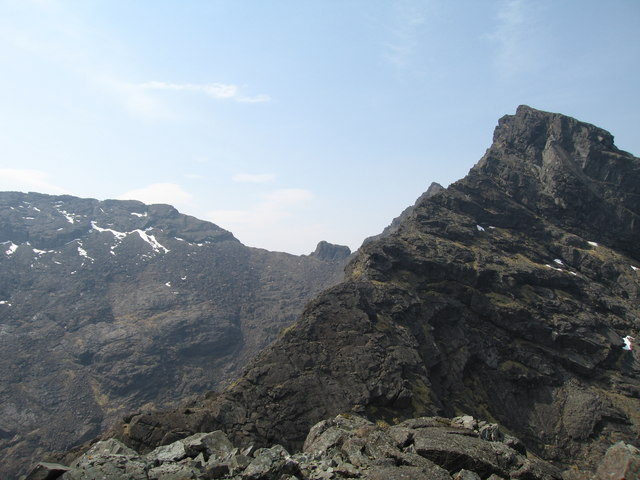
Blick zum Sgùrr Dubh Mòr vom östlich benachbarten Sgùrr Dubh Beag
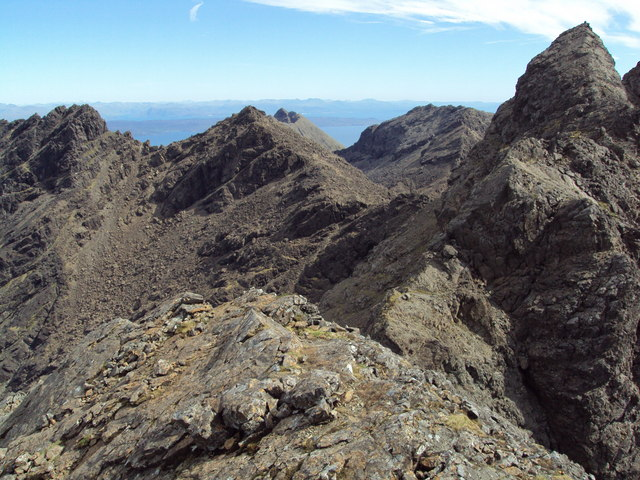
Blick vom Sgùrr Mhic Chòinnich nach Südosten, von links Sgùrr Dubh Mòr, Sgùrr Dubh an Da Bheinn, Sgùrr nan Eag und Sgùrr Alasdair
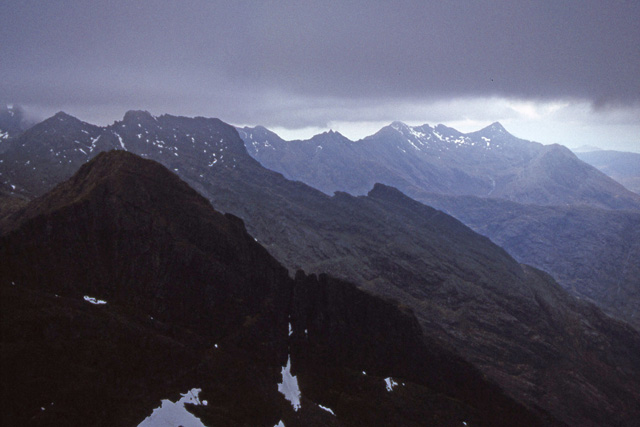
Blick vom 895 m hohen Gars-bheinn auf die Hauptkette der Cuillin, hinter dem 875 m hohen Sgùrr a’ Choire Bhig links der Sgùrr Dubh Mòr, rechts die markante Spitze des 964 m hohen Sgùrr nan Gillean am Nordende der Hauptkette
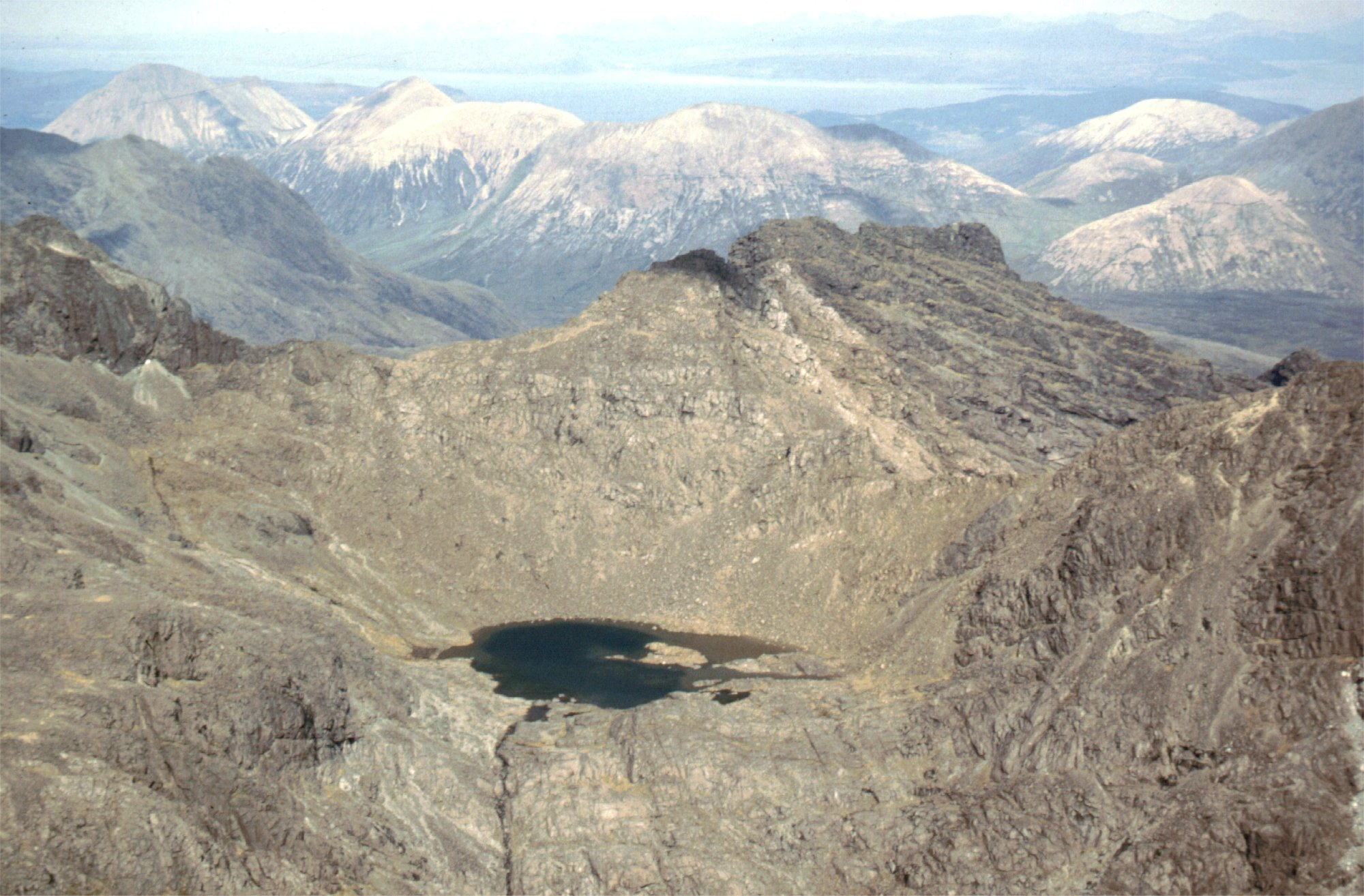
Loch Coir’ a’ Ghrunnda von Westen, dahinter der Sgùrr Dubh Mòr

Der Sgùrr Dubh Mòr zählt zu den schwierigeren Gipfeln der Cuillin Hills, seine Besteigung erfordert selbst auf der einfachsten Route Schwindelfreiheit und Grundkenntnisse der Fortbewegung in alpinem Gelände. Bereits der Anmarsch stellt Herausforderungen an das Orientierungsvermögen und die Ausdauer. Ausgangspunkt ist der Parkplatz am Ende der Single track road durch das Glen Brittle südlich von Glenbrittle House. Von dort führt der Anstieg unterhalb des Coire Lagan und südwestlich um die westlichen Ausläufer des Sgùrr Alasdair querend bis in das steile Coir’ a’ Ghrunnda, über das der Talkessel mit dem Loch Coir’ a’ Ghrunnda erreicht wird. Der Aufstieg führt vom Seeufer in den Bealach a’ Garbh-Choire und von Süden über den Grat zum Gipfel des Sgùrr Dubh an Da Bheinn. Über den schmalen Verbindungsgrat kann der Hauptgipfel erreicht werden. Viele Munro-Bagger besteigen den Sgùrr Dubh Mòr zusammen mit dem südlich benachbarten Sgùrr nan Eag, der vom Bealach a’ Garbh-Choire erreichbar ist. Aus allen anderen Richtungen erfordert eine Besteigung des Sgùrr Dubh Mòr klettertechnische Fähigkeiten. Beliebt bei Kletterern ist vor allem der lange Ostgrat, der als The Dubh Ridge oder auch schlicht The Dubhs bezeichnet wird und zu den längsten Kletterrouten auf den britischen Inseln zählt. Die Route beginnt am Westufer von Loch Coruisk – das per Boot von Elgol erreichbar ist – und führt zunächst über steile, als Dubh Slabs bezeichnete große Gabbroplatten und weiter über den Grat und den Sgùrr Dubh Beag bis zum Gipfel des Sgùrr Dubh Mòr.